# Marksistično-leninistični ateizem
Marksistično-leninistični ateizem, znan tudi kot marksistično-leninistični znanstveni ateizem, je nereligiozen in antiklerikalni element komunistične ideologije marksizma-leninizma, uradne državne ideologije Sovjetske zveze. Marksistično-leninistični ateizem, ki temelji na dialektično-materialističnem razumevanju mesta človeštva v naravi, trdi, da je religija opij ljudstva; tako marksizem-leninizem zagovarja ateizem, namesto verskega prepričanja.        
Da bi podprli te ideološke premise, marksistično-leninistični ateizem pojasnjuje izvor religije in razlaga metode za znanstveno kritiko religije. Filozofske korenine materialističnega ateizma izhajajo iz del Georga Wilhelma Friedricha Hegla (1770–1831) in Ludwiga Feuerbacha (1804–1872), Karla Marxa (1818–1883), Friedricha Engelsa (1820–1895) in Vladimirja Lenina (1870–1924).
Za razliko od sovjetskega marksizma, nekatere različice marksistične filozofije niso protiverske, kot je teologija osvoboditve, ki so jo razvili latinskoameriški marksisti.

## Filozofski pogledi

### Ludwig Feuerbach
Ko se je izobraževal za filozofa v zgodnjem 19. stoletju, je Karl Marx sodeloval v razpravah o filozofiji religije, posebej o interpretacijah, predstavljenih v hegelijanstvu, tj. "Kar je racionalno, je resnično; in kar je resnično, je racionalno." V teh razpravah o razumu in resničnosti so heglovci menili, da je filozofija intelektualno podjetje, ki služi vpogledom krščanskega verskega razumevanja, ki ga je Georg Wilhelm Friedrich Hegel podrobno opisal v knjigi Fenomenologijev duh (1807). Čeprav je bil kritičen do sodobne religije, je Hegel kot intelektualec 19. stoletja sledil ontologiji in epistemologiji krščanstva kot osebnemu interesu, združljivem s krščanskimi teološkimi razlagami Daseina – razlagami vprašanj obstoja in bivanja – ki jih je razjasnil, sistematiziral, in upravičeno v njegovi filozofiji.
 

Po njegovi smrti leta 1831 so o Heglovi filozofiji in o obstoju religije razpravljali mladoheglovci in materialistični ateisti — kot je Ludwig Feuerbach — ki so zavračali vso religiozno filozofijo kot način vodenja sveta; Karl Marx se je postavil na stran filozofije materialističnih ateistov. Feuerbach je ločil filozofijo od religije, da bi filozofom podelil intelektualno avtonomijo pri njihovih interpretacijah materialne realnosti. Zagovarjal je religijski osnovi Heglove filozofije duha, da bi kritično analiziral temeljne pojme teologije, filozofijo pa preusmeril iz nebes na Zemljo, k temam človekovega dostojanstva in smisla življenja, kaj je morala in o tem, kaj je namen obstoja, s sklepom, da je človeštvo ustvarilo božanstva kot odsev človeškega Jaza. O konceptualni ločenosti človeka od Boga je Feuerbach v knjigi Bistvo krščanstva (1841) dejal: 
Toda ideja božanstva se sovpada z idejo človečnosti. Vsi božanski atributi, vsi atributi, zaradi katerih je Bog Bog, so atributi [človeške] vrste – atributi, ki so v posamezniku [osebi] omejeni, vendar so meje odpravljene v bistvu vrste in celo v njenem obstoju, kolikor ima svoj popolni obstoj samo v vseh ljudeh skupaj.
Kot moderni filozof je Ludwig Feuerbach dejal, da ima religija družbeno-politično moč nad človeškim umom s spodbujanjem strahu pred mističnimi silami nebes in je sklenil, da je treba cerkve uničiti in religijo izkoreniniti. Iz te prakse materialistične filozofije, mišljenja in delovanja je filozofski vajenec Karl Marx postal politično radikalen filozof.

### Karl Marx
Karl Marx je kot filozof materializma zavračal religijsko filozofijo in njene kulturne prispevke kot škodljive za človeški um in človeški napredek. Namesto tega je sprejel človeško neodvisnost od nadnaravne oblasti kot aksiomatično resnico o resničnem svetu industrijske Evrope 19. stoletja. Marx je menil, da so cerkve izumile religijo, da bi upravičile izkoriščanje delavskega razreda s strani vladajočih razredov s pomočjo socialno razslojene industrijske družbe; kot taka je religijo obravnaval za drogo, ki omogoča čustveni beg iz realnega sveta. V Prispevku h kritiki Heglove filozofijske pravice leta 1843 je Marx opisal protislovno naravo verskega čustva, da:
Versko trpljenje je hkrati izraz resničnega trpljenja in protest proti resničnemu trpljenju. Religija je vzdihovanje zatiranega bitja, srce brezsrčnega sveta in duša brezdušnih razmer. [Religija] je opij za ljudi. 
Tako bi za Marxa ateistična filozofija moške in ženske osvobodila zatiranja njihovega prirojenega potenciala kot človeških bitij in ljudem omogočila, da intelektualno razumejo, da imajo individualno človeško voljo in so torej gospodarji svoje individualne resničnosti, ker zemeljska avtoriteta nadnaravnih božanstev ne bi bila resnična. Marx je nasprotoval socialno-nadzorni funkciji religije, ki so jo cerkve uresničevale s pomočjo družbene atomizacije; anomija in družbena odtujenost, ki človeka psihološko ločujeta od samega sebe (kot posamezne moške in ženske) in ki odtujujeta ljudi drug od drugega (kot dele družbene skupnosti). Zato bi bilo treba družbeno avtoriteto teologije (verske ideologije) odstraniti iz zakona, družbenih norm in tradicij, s katerimi ljudje upravljajo družbo. V tej smeri politične emancipacije, ki je predstavljena v kulturno progresivnih konceptih državljana in državljanstva kot družbene identitete, je Marx v O judovskem vprašanju dejal: 
Razgradnja človeka na Juda in državljana, protestanta in državljana, vernika in državljana ni niti prevara, uperjena proti državljanstvu, niti ni obvod politične emancipacije, toda je politična emancipacija sama, politična metoda emancipacije od vere. Seveda, v obdobjih, ko se politična država kot taka nasilno rodi iz civilne družbe, ko je politična osvoboditev oblika, v kateri si ljudje prizadevajo doseči svojo osvoboditev, država lahko in mora iti vse do odprave vere, uničenje vere. Toda to lahko stori samo tako, da gre do odprave zasebne lastnine, do maksimuma, do zaplembe, do progresivnega obdavčevanja, tako daleč kot do odprave življenja, do giljotine. 

V času posebne samozavesti poskuša politično življenje zatreti svoj predpogoj, civilno družbo, in elemente, ki to družbo sestavljajo, ter se konstituirati kot pravo vrstno življenje človeka, brez protislovij. Toda to lahko doseže le tako, da pride v nasilno nasprotje s svojimi lastnimi življenjskimi razmerami, samo tako, da revolucijo razglasi za trajno, in zato se politična drama nujno konča s ponovno vzpostavitvijo vere, zasebne lastnine in vseh elementov civilne družbe, tako kot se vojna konča z mirom. 
Ker je torej religija organizirala človeški proizvod, ki izhaja iz objektivnih materialnih pogojev, in da ekonomski sistemi, kot je kapitalizem, vplivajo na materialne pogoje družbe, bi odprava neenakih sistemov politične ekonomije in razslojenih družbenih razredov izginila. Država in uradna vera, ki je posledica vzpostavitve komunistične družbe, v kateri ni bilo niti formalnega državnega aparata niti družbenorazrednega sistema. Marx je v Prispevku h kritiki Heglove filozofije pravice (1843) o naravi in funkciji družbenega nadzora verskega čustva rekel: 
Odprava religije, kot iluzorne sreče ljudi, je zahteva po njihovi resnični sreči. Pozvati jih, naj opustijo svoje iluzije o svojem stanju, pomeni, da jih pozovemo, naj se odpovejo stanju, ki zahteva iluzije. Kritika religije je torej v zametku, kritika tiste doline solz, katere avreola je religija. 
Na ta način je Marx Feuerbachovo nereligijsko in antiklerikalno filozofijo preoblikoval v politično prakso in v filozofsko osnovo svoje nastajajoče ideologije, dialektičnega materializma. V Zasebna lastnina in komunizem (1845) je Marx dejal, da se »komunizem že od samega začetka (Owen) začne z ateizmom; a ateizem sprva še zdaleč ni komunizem; dejansko je ta ateizem še vedno večinoma abstrakcija«, in prečistil Feuerbachov ateizem v premišljeno kritiko materialnih (socialno-ekonomskih) pogojev, odgovornih za izum religije. Marx je v Tezah o Feuerbachu o družbeni umetnosti verskega čustva rekel:
Feuerbach izhaja iz dejstva religijske samoodtujenosti, podvajanja sveta na religiozni in sekularni svet. Njegovo delo je v razrešitvi verskega sveta na njegovo posvetno osnovo. Toda to, da se sekularna osnova loči od same sebe in [nato] vzpostavi kot neodvisno kraljestvo v oblakih, je mogoče razložiti le z razcepi in samoprotislovji znotraj te posvetne osnove. Slednjo je torej treba samo po sebi razumeti v njeni protislovnosti in spremeniti v praksi. Tako, na primer, potem ko se odkrije, da je zemeljska družina skrivnost svete družine, mora biti prva sama uničena v teoriji in praksi. Feuerbach posledično ne vidi, da je "religijsko čustvo" samo po sebi družbeni proizvod in da abstraktni posameznik [oseba], ki ga analizira, pripada določeni obliki družbe.
Humanistična filozofija dialektičnega materializma je predlagala, da eksistencialni pogoj človeka naravno izhaja iz medsebojnega delovanja materialnih sil (zemlja, veter in ogenj), ki obstajajo v fizičnem svetu. Ta religija je nastala kot psihološka tolažba za izkoriščane delavce, ki živijo realnost mezdnega suženjstva v industrijski družbi. Tako je duhovščina kljub delavskemu izvoru organizirane religije dovolila vladajočemu razredu, da nadzoruje versko čustvo, kar daje nadzor nad celotno družbo – srednjim razredom, delavskim razredom in proletariatom – s krščanskimi sužnji, ki upajo na nagrajujoče posmrtno življenje. Marx je v delu Nemška ideologija (1845) o psihologiji religijske vere rekel:
Poleg tega je samo po sebi umevno, da so »strani«, »vezi«, [in] »višje bitje«, »koncept«, [in] »skrupuloz« le idealistični, duhovni izraz, pojmovanje, navidezno izoliranega posameznika [osebe], podoba zelo empiričnih spon in omejitev, znotraj katerih se gibljejo način produkcije življenja in z njim povezana oblika [družbenega] občevanja.
Pri vzpostavljanju komunistične družbe filozofija marksistično-leninističnega ateizma razlaga družbeno degeneracijo organizirane religije - od psihološke tolažbe do družbenega nadzora -, da bi upravičila revolucionarno odpravo uradne državne vere in njeno zamenjavo z uradnim ateizmom; tako marksistično-leninistična država nima uradne vere.

### Friedrich Engels
Po smrti Ludwiga Feuerbacha ter izdaji klasične nemške ideologije (1846) in v delu Anti-Dühring (1878) se je Friedrich Engels lotil sodobnih družbenih problemov s kritiko idealističnega pogleda na svet, zlasti religioznih interpretacij materialne realnosti sveta. Engels je trdil, da je religija fantazija o nadnaravnih močeh, ki nadzorujejo in določajo materialno revščino človeštva in dehumanizirajočo moralno bedo že od začetka človeške zgodovine; pa vendar, da bi se takšno pomanjkanje človeškega nadzora nad človeškim obstojem končalo z odpravo religije. Da bi s pomočjo ateizma, potrebe ljudi po verovanju v božanstvo, kot duhovni odsev jaza, religija postopoma izginila. V Anti-Dühringu je Engels dejal:  
.  .  .  in ko bo to dejanje opravljeno, ko bo družba s tem, da si bo prilastila vsa produkcijska sredstva in jih načrtno uporabljala, osvobodila sebe in vse svoje člane iz suženjstva, v katerem so sedaj držani, s temi sredstvi produkcije, ki so jo sami proizvedli, a se z njimi sooča kot neustavljiva tuja sila, ko torej človek ne le predlaga, ampak tudi razpolaga – šele takrat bo zadnja tuja sila, ki se še vedno odraža v veri, izginila; in s tem bo izginil tudi sam religijski odsev, iz preprostega razloga, ker potem ne bo več ničesar za odsev. 
Engels je menil, da je vera lažna zavest, nezdružljiva s komunistično filozofijo, in je pozval komunistične stranke Prve internacionale, naj zagovarjajo ateistično politiko v svojih domovinah, in priporočal znanstveno izobraževanje kot sredstvo za premagovanje mistike in vraževerja ljudi, ki so potrebovali versko razlago za resnični svet. V luči znanstvenega napredka industrijske revolucije je spekulativna filozofija teologije postala zastarela pri določanju mesta vsakega človeka v družbi. V Anti-Dühringu je Engels dejal:
Resnična enotnost sveta je v njegovi materialnosti in tega ne dokazuje nekaj žongliranih fraz, temveč dolg in naporen razvoj filozofije in naravoslovja. 
Zaradi znanstvenega napredka je družbeno-ekonomski in kulturni napredek zahteval, da je materializem postal znanost, namesto da bi ostal filozofija, ločena od znanosti. Engels je v odstavku »Negacija negacije« Anti-Dühringa dejal: 
Ta moderni materializem, negacija negacije, ni zgolj ponovna vzpostavitev starega, temveč stalnim temeljem tega starega materializma dodaja celotno miselno vsebino dvatisočletnega razvoja filozofije in naravoslovja, tudi od zgodovine teh dva tisoč let. [Materializem] sploh ni več filozofija, ampak preprosto pogled na svet, ki mora uveljaviti svojo veljavnost in ga uporabiti ne v znanosti znanosti, ki stoji ločeno, ampak v resničnih znanostih. Filozofija je torej tukaj sublitirana ter je »premagana in ohranjena«; premagana glede svoje oblike in ohranjena glede svoje prave vsebine. 

### Vladimir Lenin
Vladimir Lenin je kot revolucionar dejal, da bo pravi komunist vedno spodbujal ateizem in se boril proti religiji, ker je psihološki opiat tisti, ki oropa ljudi njihove človeške možnosti, njihove volje, da bi kot moški in ženske nadzorovali lastno resničnost. Da bi ovrgel politično legitimnost religije, je Lenin ateizem, ki sta ga zasnovala Marx in Engels, vnesel v Ruski imperij. O družbeno-nadzorni funkciji religije je Lenin v svoji knjigi "Socializem in religija" (1905) zapisal:
Religija je ena od oblik duhovnega zatiranja, ki povsod močno obremenjuje množice ljudi, preobremenjene z nenehnim delom za druge, s pomanjkanjem in izolacijo. Nemoč izkoriščanih razredov v njihovem boju proti izkoriščevalcem prav tako neizogibno poraja vero v boljše življenje po smrti, kakor [nemoč] divjaka v njegovem boju z naravo poraja vero v bogove, hudiče, čudeži in podobno.

Tiste, ki se vse življenje trudijo in živijo v pomanjkanju, religija uči, naj bodo tukaj na zemlji podrejeni in potrpežljivi ter naj se tolažijo z upanjem na nebeško nagrado. Toda tiste, ki živijo od dela drugih, religija uči, da prakticirajo dobrodelnost, medtem ko so na zemlji, in jim tako ponuja zelo poceni način, da opravičijo svoj celoten obstoj izkoriščevalcev, in jim po zmerni ceni prodaja vstopnice za dobro bivanje v nebesih. Religija je opij ljudstva. Religija je nekakšna duhovna pijača, v kateri sužnji kapitala utapljajo svojo človeško podobo, svojo zahtevo po človeka bolj ali manj vrednem življenju. 
Ker je družbena ideologija vzhodne pravoslavne cerkve podpirala carsko monarhijo, bi izničenje verodostojnosti vere izničilo politično legitimnost carja kot vodje ruske države. V praksi je znanstveni ateizem sredstvo razrednega boja za izničenje avtoritete vladajočega razreda, ki je živel od dela delavskega razreda in proletariata, ker je bila vsa intelektualna dejavnost za in za vzdrževanje razrednih interesov. Zato so bile teoretične razprave o nadnaravnem nadzoru nad človeškimi zadevami na Zemlji smiselne le ob ignoriranju materialne revščine, v kateri je živela večina Rusov. Vsekakor je znanstveni ateizem postal filozofska osnova marksizma-leninizma, ideologije komunistične partije v Rusiji, za razliko od blažje brezreligioznosti in antireligioznosti neruskih komunističnih partij.
Za vzpostavitev socialistične države v Rusiji je Lenin zagovarjal širjenje znanstvenega ateizma kot »nujne potrebe« za komunistično partijo; in zavrnil je predlog Anatolija Lunačarskega, da bi boljševiki izkoristili gradnjo Boga (iz Feurbachove »religije človeštva«), ki so »v množicah gojili čustva, moralne vrednote [in] željo« ter tako te verne ljudi vključili v revolucijo. Politično se je Lenin "skliceval na militantni ateizem kot na merilo iskrenosti marksističnih zavez, kot na preizkuševalno načelo", vendar je zahteva po ateizmu morebitnih revolucionarjev odtujila "nekatere simpatične, levičarsko usmerjene, a religiozne [in] verujoče intelektualce, delavce ali kmete«.

## Sovjetska zveza
Pragmatična politika Lenina in komunistične partije je nakazovala, da je treba vero preganjati in zatirati, kot zahtevajo politične razmere, vendar je ostal ideal uradno ateistične družbe.
 

Lenin je Rusom posredoval ateistični svetovni nazor materializma: 
Marksizem je materializem. Kot tak je tako neusmiljeno sovražen do religije, kot je bil materializem enciklopedistov iz 18. stoletja ali materializem Feuerbacha. To ni dvoma. Toda dialektični materializem Marxa in Engelsa gre dlje od enciklopedistov in Feuerbacha, saj materialistično filozofijo uporablja na področju zgodovine, na področju družbenih ved. Moramo se boriti proti veri – to je ABC vsega materializma in posledično marksizma. Toda marksizem ni materializem, ki bi se ustavil pri ABC. Marksizem gre še dlje. Pravi: »Znati se moramo boriti proti veri, in da bi to storili, moramo materialistično razložiti izvor vere in religije med množicami. Boj proti veri ne more biti omejen na abstraktno ideološko pridiganje, ampak ne sme biti reduciran na takšno pridiganje. Povezan mora biti s konkretno prakso razrednega gibanja, katerega cilj je odpraviti družbene korenine religije.«
Vzpostavitev socialistične družbe v Rusiji je zahtevala spremembo družbeno-politične zavesti ljudi, zato je bil boj proti veri, misticizmu in nadnaravnemu filozofska zahteva za članstvo v komunistični partiji.Za Lenina je bil pravi socialist revolucionar, ki se vedno bori proti veri in verskim čustvom kot sovražnikoma razuma, znanosti in družbeno-ekonomskega napredka.
Protiverske kampanje boljševiške vlade so vključevale propagando, protiversko zakonodajo, sekularno univerzalno izobraževanje, protiversko diskriminacijo, politično nadlegovanje, nenehne aretacije in politično nasilje. Sprva so boljševiki pričakovali, da bo vera izginila z vzpostavitvijo socializma, zato so po oktobrski revoluciji leta 1917 tolerirali večino ver, razen vzhodne pravoslavne cerkve, ki je podpirala carsko avtokracijo. Toda do poznih dvajsetih let 20. stoletja, ko vera še ni izginila, je boljševiška vlada Josifa Stalina začela izvajati še strožje protiverske kampanje, ki so preganjale »škofe, duhovnike in vernike« vseh krščanskih veroizpovedi in jih aretirale, zaprle v koncentracijska taborišča Gulag ali jih usmrtile. Na vzhodu je sovjetska tajna policija NKVD budistične lamaistične duhovnike usmrtila na kraju samem; in do leta 1941, ko je nacistična Nemčija napadla Sovjetsko zvezo, je bilo 40.000 cerkva in 25.000 mošej zaprtih in preurejenih v šole, kinematografe in klube, skladišča, skladišča žita ter muzeje znanstvenega ateizma.
Leta 1959 je bil akademski predmet Osnove znanstvenega ateizma (Osnovy nauchnogo ateizma) »uveden v učni program vseh visokošolskih ustanov« v Sovjetski zvezi. Leta 1964 je postala obvezna za vse učence zaradi "slabega odziva prejšnje generacije študentov".